# Gemerský Jablonec
Gemerský Jablonec – wieś (obec) na Słowacji położona w kraju bańskobystrzyckim, w powiecie Rymawska Sobota. Pierwsze wzmianki o miejscowości pochodzą z roku 1275. 
Według danych z dnia 31 grudnia 2012, wieś zamieszkiwało 705 osób, w tym 365 kobiet i 340 mężczyzn.
W 2001 roku rozkład populacji względem narodowości i przynależności etnicznej wyglądał następująco:
- Słowacy – 8,7%
- Czesi – 0,29%
- Romowie – 0,86%
- Ukraińcy – 0,43%
- Węgrzy – 89,73%

Ze względu na wyznawaną religię struktura mieszkańców kształtowała się w 2001 roku następująco:
- Katolicy rzymscy – 96,43%
- Ewangelicy – 0,29%
- Ateiści – 0,86%
- Nie podano – 0,43%